# George Nathan
George Montague Nathan (Irlanda, 1895 – Guadarrama, 16 luglio 1937) è stato un militare irlandese, attivista dell'Esercito repubblicano irlandese e comandante, in successione, di vari battaglioni internazionali durante la guerra civile spagnola.

## L'uomo e il militare

### Volontario in Spagna

Stella delle Brigate Internazionali

Arruolatosi nelle Brigate Internazionali nell'autunno del 1936, diviene Capo di Stato Maggiore della XV brigata e comandante in successione del battaglione marsigliese, del battaglione Lincoln, del battaglione Washington e del battaglione inglese. Noto per il suo valore durante gli assalti agli avamposti fascisti, come "arma" porta il tipico frustino dei graduati inglesi e guida gli uomini all'assalto al grido di «Adelante señoras!» per rincuorarli.

### La battaglia del Jarama
Il comportamento di Nathan nel difficile e prolungato scontro del Jarama è esemplare nonostante le enormi difficoltà.
Il giorno 13 febbraio 1937 nella battaglia del Jarama, iniziata il 6 febbraio precedente, le forze in campo sono costituite da oltre trentamila nazionalisti cui si oppongono sedici brigate repubblicane, di cui quattro internazionali: l'XI, la XII, la XIV e la XV. La XV Brigata Internazionale è stata recentemente riorganizzata nelle seguenti unità:
- Georgi Dimitrov, battaglione jugoslavo rinforzato da una compagnia italiana e da un contingente di ebrei di Palestina[2].
- Lincoln, battaglione nordamericano comandato da un uomo di colore, ovvero il militante sindacalista e dirigente di movimenti per i diritti civili dei negri Law Oliver. Precedentemente arrestato più volte negli USA per la sua attività, è il primo caso in cui un uomo di colore al comando di un contingente con gran numero di americani bianchi. Dei cinquecento uomini del Lincoln solo centoventi sopravviveranno alla battaglia.
- Il 6 febbraio (battaglione franco-belga).
- L'Inglese, con scozzesi, gallesi e irlandesi; dei 600 uomini del battaglione inglese che difende la cosiddetta Collina del Suicidio. A sera rimangono in vita solo 225 miliziani antifascisti[3].

### Riorganizzazione della XV Brigata Internazionale e morte in combattimento
Le perdite della XV Brigata Internazionale sono ingenti e la sua ricostituzione viene delegata, nell'immediato prosieguo, all'ungherese Janos Galicz. Questi a sua volta affida il compito specifico di riorganizzare i ranghi e le strutture di comando dell'unità a George Nathan. La XV Brigata così ricostituita è forte di milleduecento uomini suddivisi in due reggimenti e la nuova struttura risulterà militarmente efficace nella successiva battaglia di Brunete, scatenatasi sul fronte del Guadarrama, nell'estate del 1937.
Nathan, ferito a morte il 16 luglio 1937 nel corso della battaglia di Brunete, in cui sia comandante che soldati si coprono di gloria, si fa portare in una macchia di ulivi e ascolta i suoi uomini cantare prima di spirare.